# Франс Ху-Кон
Франс Г. Ху-Кон (нід. Frans G. Hu Kon; нар. 1917, Голландська Ост-Індія) — індонезійський футболіст, захисник.

## Життєпис
З середини 1930-их років грав за футбольний клуб «Спарта» з Бандунга, а також виступав за збірну цього міста. Він двічі вигравав з командою чемпіонат Бандунга. Наприкінці травня 1938 року Франс був викликаний у збірну Голландської Ост-Індії і відправився з командою в Нідерланди. Він був одним з сімнадцяти футболістів, яких головний тренер збірної Йоганнес Христоффел Ян ван Мастенбрук вибрав для підготовки до чемпіонату світу у Франції. У Нідерландах команда провелад два товариських матчі проти місцевих клубів («ГБС Ден Гааг» та ГФК Гарлем).
На початку червня збірна вирушила на мундіаль, який став для Голландської Ост-Індії та Індонезії першим в історії. На турнірі команда зіграла одну гру, 5 червня 1938 року в Реймсі, в рамках 1/8 фіналу, в якому вона поступилася майбутньому фіналісту турніру Угорщині (0:6). Ху-Кон взяв участь у цьому матчі, зігравши в захисті з Самуелсом. Після повернення до Нідерландів, збірна провела товариський матч зі збірною Нідерландів на Олімпійському стадіоні в Амстердамі. Зустріч завершилася перемогою нідерландців з рахунком 9:2 й поступилася з рахунком 2:9. Франс зіграв і в цьому матчі. Загалом у складі національної збірної провів 2 поєдинки.